# پارک ملی کولی
پارک ملی کولی فنلاندی: Kolin kansallispuisto یک پارک ملی در ناحیهٔ یوئنسو واقع در منطقهٔ کارلیای شمالی فنلاند است.
این پارک ملی ۳۰ کیلومتر مربع وسعت دارد و در سال ۱۹۹۱ میلادی دایر شد.